# Wspólnota administracyjna Henfenfeld
Wspólnota administracyjna Henfenfeld – wspólnota administracyjna (niem. Verwaltungsgemeinschaft) w Niemczech, w kraju związkowym Bawaria, w rejencji Środkowa Frankonia, w regionie Industrieregion Mittelfranken, w powiecie Norymberga. Siedziba wspólnoty znajduje się w miejscowości Henfenfeld.
Wspólnota administracyjna zrzesza trzy gminy wiejskie (Gemeinde): 
- Engelthal, 1 126 mieszkańców, 13,62 km²;
- Henfenfeld, 1 918 mieszkańców, 6,64 km²;
- Offenhausen, 1 551 mieszkańców, 22,50 km²